# Rząd Tomasza Arciszewskiego
Rząd Tomasza Arciszewskiego – gabinet pod kierownictwem premiera Tomasza Arciszewskiego, sformowany 29 listopada 1944 roku. Istniał do 2 lipca 1947 roku.  Rząd 5 lipca 1945 utracił uznanie międzynarodowe.
Rząd był koalicyjnym gabinetem Polskiej Partii Socjalistycznej, Stronnictwa Narodowego i Stronnictwa Pracy. Nie weszło w jego skład ugrupowanie poprzedniego premiera - Stronnictwo Ludowe, reprezentowane jedynie przez jednego z ministrów dla spraw Kraju.

## Rada Ministrów Tomasza Arciszewskiego (1944–1945/1947)
| Funkcja                                    | Nazwisko                  | Nazwisko                   | Czas pełnienia funkcji | Czas pełnienia funkcji | Czas pełnienia funkcji | Lata życia |
| Funkcja                                    | Nazwisko                  | Nazwisko                   | Od                     | Do                     | Do                     | Lata życia |
| ------------------------------------------ | ------------------------- | -------------------------- | ---------------------- | ---------------------- | ---------------------- | ---------- |
| Prezes Rady Ministrów                      |                           | Tomasz Arciszewski (PPS)   | 29 listopada 1944(dts) | 5 lipca 1945           | 2 lipca 1947(dts)      | 1877–1955  |
| Minister spraw wewnętrznych                |                           | Zygmunt Berezowski (SN)    | 29 listopada 1944(dts) | 5 lipca 1945           | 2 lipca 1947(dts)      | 1891–1979  |
| Minister prac kongresowych                 | Władysław Folkierski (SN) | 29 listopada 1944(dts)     | 2 lipca 1947(dts)      | 5 lipca 1945           | 1890–1961              |            |
| Minister przemysłu, handlu i żeglugi       |                           | Jan Kwapiński (PPS)        | 29 listopada 1944(dts) | 5 lipca 1945           | 2 lipca 1947(dts)      | 1885–1964  |
| Minister sprawiedliwości                   |                           | Bronisław Kuśnierz (SP)    | 29 listopada 1944(dts) | 5 lipca 1945           | 2 lipca 1947(dts)      | 1883–1966  |
| Minister informacji i dokumentacji         |                           | Adam Pragier (PPS)         | 29 listopada 1944(dts) | 5 lipca 1945           | 2 lipca 1947(dts)      | 1886–1976  |
| Minister odbudowy administracji publicznej |                           | Stanisław Sopicki (SP)     | 29 listopada 1944(dts) | 5 lipca 1945           | 2 lipca 1947(dts)      | 1903–1976  |
| Minister spraw zagranicznych               |                           | Adam Tarnowski             | 29 listopada 1944(dts) | 5 lipca 1945           | 2 lipca 1947(dts)      | 1892–1956  |
| Delegat na Kraj-Wicepremier                |                           | Jan Jankowski (SP)         | 29 listopada 1944(dts) | 5 lipca 1945           | 7 kwietnia 1945(dts)   | 1882–1953  |
| Minister dla spraw Kraju                   |                           | Adam Bień (SL)             | 29 listopada 1944(dts) | 5 lipca 1945           | 7 kwietnia 1945(dts)   | 1899–1998  |
| Minister dla spraw Kraju                   |                           | Stanisław Jasiukowicz (SN) | 29 listopada 1944(dts) | 5 lipca 1945           | 7 kwietnia 1945(dts)   | 1882–1946  |
| Minister dla spraw Kraju                   |                           | Antoni Pajdak (PPS)        | 29 listopada 1944(dts) | 5 lipca 1945           | 7 kwietnia 1945(dts)   | 1894–1988  |

## Skład rządu
- Tomasz Arciszewski (PPS) – premier oraz kierownik Ministerstwa Pracy i Opieki Społecznej
- Jan Kwapiński (PPS) – minister przemysłu i handlu oraz kierownik Ministerstwa Skarbu
- Zygmunt Berezowski (SN) – minister spraw wewnętrznych
- Adam Pragier (PPS) – minister informacji i dokumentacji
- Bronisław Kuśnierz (SP) – minister sprawiedliwości
- Władysław Folkierski (SN) – minister spraw kongresowych oraz kierownik Ministerstwa Wyznań Religijnych i Oświecenia Publicznego
- Adam Tarnowski – minister spraw zagranicznych
- Stanisław Sopicki (SP) – minister odbudowy administracji publicznej
- Marian Kukiel – kierownik Ministerstwa Obrony Narodowej

Krajowa Rada Ministrów (część Rady Ministrów):
- Jan Stanisław Jankowski (SP) – wicepremier
- Adam Bień (SL) – minister bez teki
- Antoni Pajdak (PPS) – minister bez teki
- Stanisław Jasiukowicz (SN) – minister bez teki

Ministrowie – członkowie Krajowej Rady Ministrów – zostali aresztowani przez NKWD 28 marca 1945, wywiezieni do Moskwy i tam sądzeni w pokazowym procesie szesnastu przywódców Polskiego Państwa Podziemnego (18–21 czerwca 1945 r.).